# 20th milestone
『20th milestone』（トゥエンティース・マイルストーン）は、SIONが2007年8月8日にレスペクト・ミュージック・ジャパンからリリースした、18枚目のオリジナル・アルバム。

## 解説
『東京ノクターン』から2年2か月ぶりのオリジナル・アルバム。
自主製作盤とカバー・アルバムを含めると20枚目にあたる。
1985年の『新宿の片隅で』以来22年ぶりのインディーズからのリリースである。

## 収録曲
全作詞・作曲：SION
編曲：藤井一彦（1.2.4.7）松田文（3.8.9.10）永田 "zelly" 健志（5.6.11）
1. マイナスを脱ぎ捨てる (5:40).
2. Valentine (6:25)
3. Makers Mark (5:41)
4. 忘れられない人のひとりくらい (2:54)
5. 前へ (3:49)
6. わすれな草 (4:16)
7. どけ、終わりの足音なら (4:07)
8. それさえあれば (4:22)
9. 笑顔 (3:42)
10. 元気はなくすなよ (5:11)
11. 2007 (4:34)

## 参加ミュージシャン
- SION：ボーカル、ハーモニカ
- THE MOGAMI
  - 松田文：アコースティック・ギター、マンドリン、バンジョー、ガット・ギター、エレクトリック・ギター
  - 藤井一彦（ザ・グルーヴァーズ）：エレクトリック・ギター、アコースティック・ギター
  - 井上富雄（元ルースターズ）：エレクトリックベース、ウッドベース
  - 池畑潤二（ヒートウェイヴ、元ルースターズ）：ドラム
  - 細海魚 （ヒートウェイヴ）：ハモンドオルガン、アコーディオン、ピアノ
- 清水義将（元CARRIE、惑星）：エレクトリックベース
- 相澤大樹（THE YOUTH）：ドラム
- 永田 "zelly" 健志：エレクトリック・ギター、アコースティック・ギター
- 濱野泰政：エレクトリックベース、ウッドベース
- 麻生祥一郎（元HUMMING BIRD）：ドラム